# Fettkammer

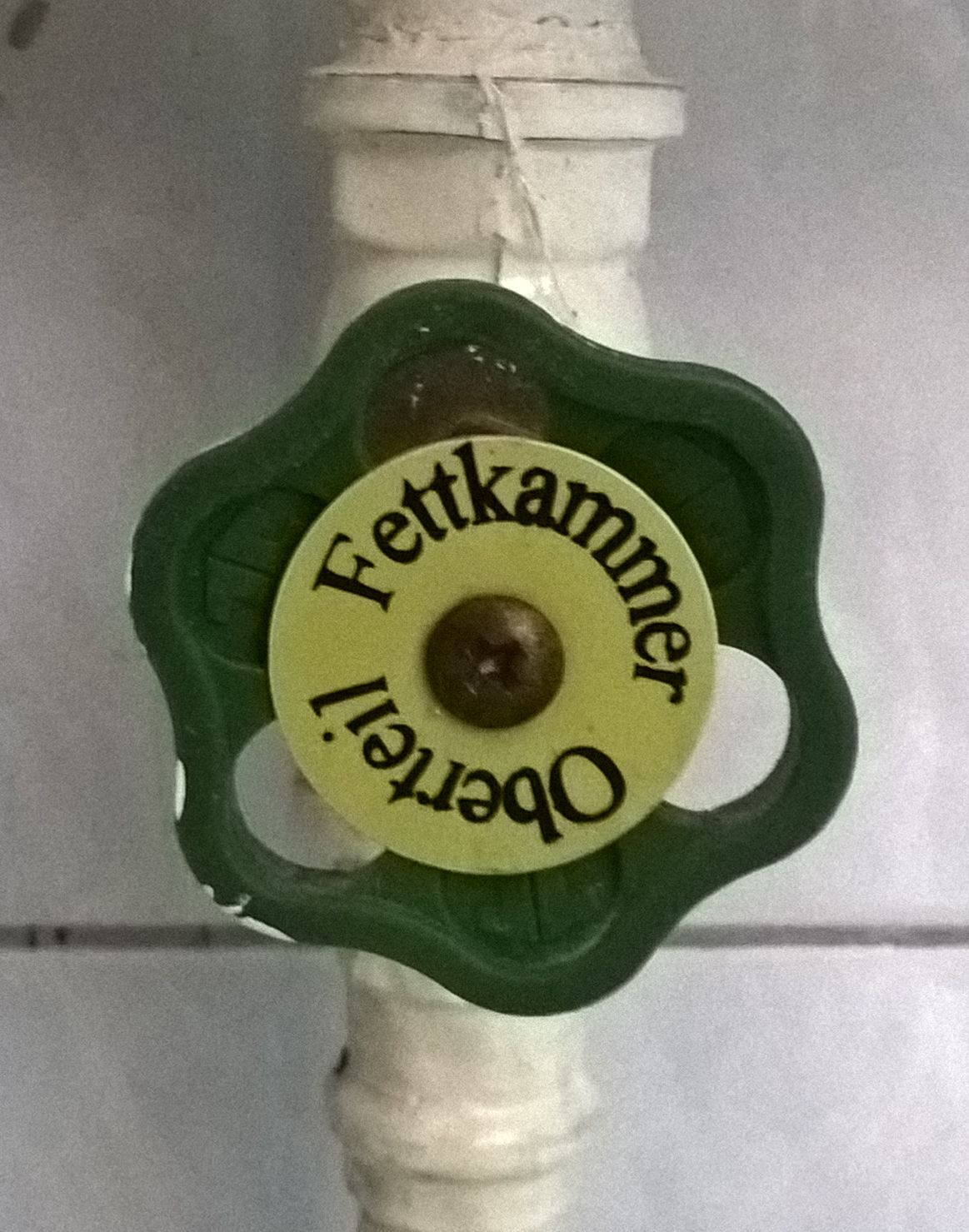
Fettkammer Oberteil

Die Fettkammer ist ein fettgefüllter Raum, der an einem  Oberteil eines Ventils die Spindel umschließt. Das enthaltene Fett schützt die Einzelteile vor Korrosion, Verschleiß und Verkalkung. Die feststehende Kammer wird gegenüber der beweglichen Spindel mit O-Ringen abgedichtet. Eine Fettkammer dient der dauerhaften Gangbarkeit von Ventilen und verhindern auch das Austreten des vom Ventil gesteuerten Mediums entlang der Spindel.